# Nizozemské královské letectvo

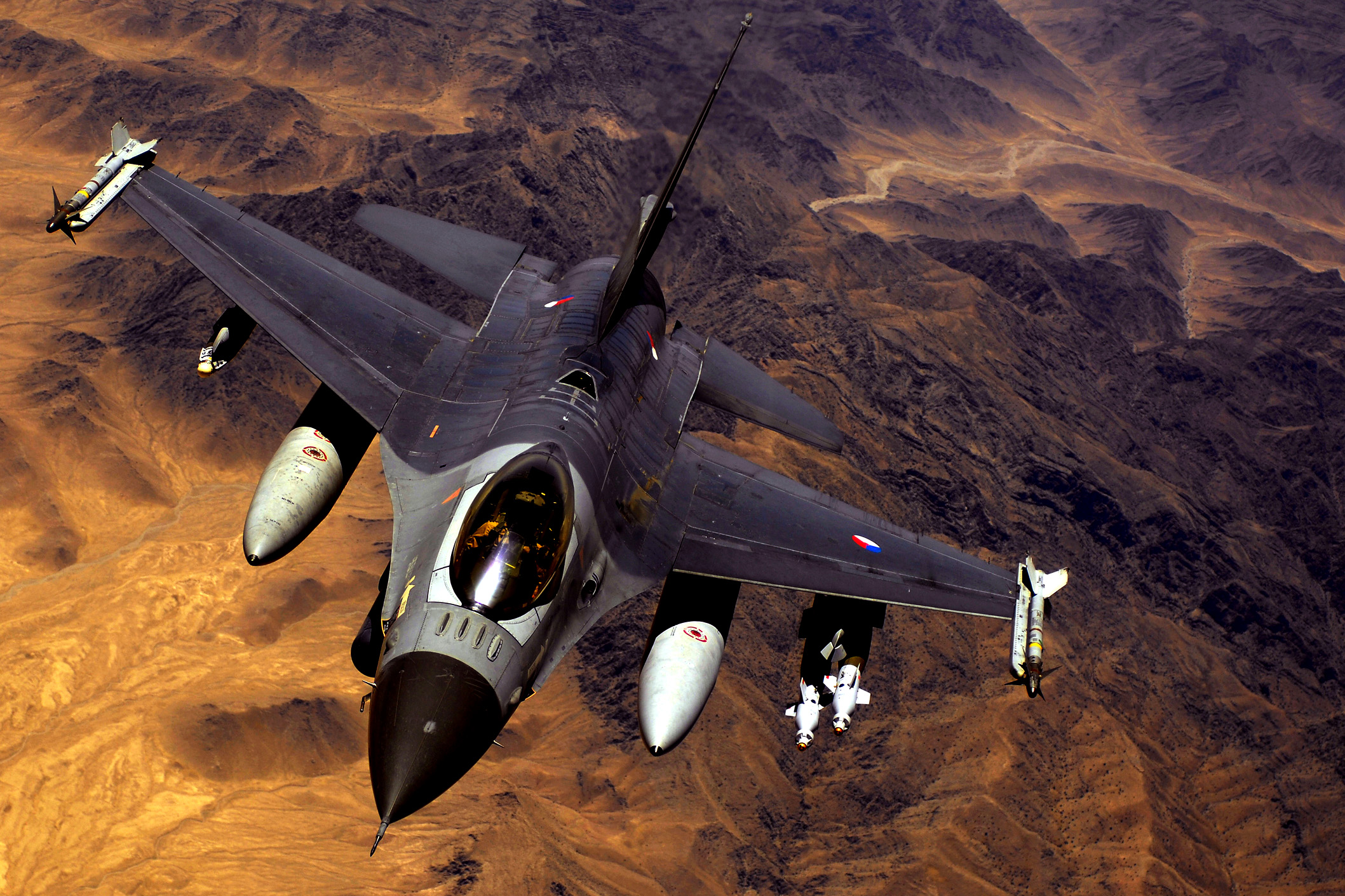
Nizozemská F-16 nad Afghánistánem

Nizozemské královské letectvo (RNLAF), nizozemsky  Koninklijke Luchtmacht (KLu) je letecká složka nizozemských ozbrojených sil. Její předchůdce, Luchtvaartafdeeling (letecký oddíl), byl založen 1. července 1913, tehdy se čtyřmi piloty. Akrobatický team nizozemského letectva nese název Solo Display Team. V letectvu v současné době slouží přibližně 11 000 osob a 217 letadel.
Od roku 2008 letectvu podléhá i společné Vrtulníkové velitelství obranných sil (Defensie Helikopter Commando), zastřešující vrtulníkové jednotky a aeromobilní síly předtím spadající pod samostatná velení jak letectva tak vzdušných složek armády a námořnictva (Marine Luchtvaartdienst).

## Přehled letecké techniky

### Letouny
Tabulka obsahuje přehled letounů Koninklijke Luchtmacht.
| Název                             | Fotografie     | Původ          | Určení                                            | Verze           | V aktivní službě | Poznámky |                |
| Bojové letouny                    | Bojové letouny | Bojové letouny | Bojové letouny                                    | Bojové letouny  | Bojové letouny   | Bojové letouny | Bojové letouny |
| --------------------------------- | -------------- | -------------- | ------------------------------------------------- | --------------- | ---------------- | --- | -------------- |
| F-16 Fighting Falcon (MLU)        |                | USA            | víceúčelový bojový letoundvoumístný bojový letoun | F-16AMF-16BM    | 618              | |                |
| Lockheed Martin F-35 Lightning II |                | USA            | víceúčelový bojový letoun                         | F-35A           | 2                | F-35 Nizozemského královského letectva zatím nenabyly počáteční bojové způsobilosti a jsou dislokovány v USA, kde slouží k výcviku letců. Předběžně objednáno dalších 35 strojů. |                |
| Speciální letouny                 |                |                |                                                   |                 |                  | |                |
| Learjet 35                        |                | USA            | letoun pro elektronický průzkum                   | Learjet 36      | 1                | |                |
| McDonnell Douglas DC-10           |                | USA            | letoun pro tankování paliva za letu               | KDC-10 Extender | 2                | Konvertovány z civilních DC-10-30. Až třetina provozu v transportní roli. |                |
| Dopravní a transportní letouny    |                |                |                                                   |                 |                  | |                |
| Gulfstream IV                     |                | USA            | doprava ústavních činitelů a vyšších velitelů     |                 | 1                | |                |
| Lockheed C-130 Hercules           |                | USA            | transportní letoun                                | C-130H          | 3                | |                |
| Cvičná letadla                    |                |                |                                                   |                 |                  | |                |
| Pilatus PC-7                      |                | Švýcarsko      | cvičný letoun                                     |                 | 13               | |                |

### Vrtulníky
Tabulka obsahuje přehled vrtulníků Defensie Helikopter Commando.
| Název                   | Fotografie        | Původ             | Určení                                          | Verze               | V aktivní službě  | Poznámky                                   |                   |
| Bitevní vrtulníky       | Bitevní vrtulníky | Bitevní vrtulníky | Bitevní vrtulníky                               | Bitevní vrtulníky   | Bitevní vrtulníky | Bitevní vrtulníky                          | Bitevní vrtulníky |
| ----------------------- | ----------------- | ----------------- | ----------------------------------------------- | ------------------- | ----------------- | ------------------------------------------ | ----------------- |
| Boeing AH-64 Apache     |                   | USA               | protitankový boj/přímá podpora                  | AH-64D              | 28                |                                            |                   |
| Transportní vrtulníky   |                   |                   |                                                 |                     |                   |                                            |                   |
| Boeing CH-47 Chinook    |                   | USA               | těžký transportní vrtulník                      | CH-47D/F            | 17                | Objednáno dalších 12 závazně a 5 předběžně |                   |
| Eurocopter AS532 Cougar |                   | Francie           | transportní a užitkový vrtulník                 | AS 532U2 Cougar Mk2 | 12                |                                            |                   |
| Námořní vrtulníky       |                   |                   |                                                 |                     |                   |                                            |                   |
| NHIndustries NH90       |                   | Evropská unie     | víceúčelový námořní vrtulník/pátrání a záchrana | NFH                 | 17                |                                            |                   |